# Henry Warner Slocum
Henry Warner Slocum (Onondaga, 24 settembre 1827 – New York, 14 aprile 1894) è stato un generale e politico statunitense dell'esercito dell'Unione durante la Guerra civile americana e, dopo la guerra, fu nominato alla Camera dei Rappresentanti del Congresso, per lo Stato di New York.
Durante la guerra fu uno dei più giovani maggior generale dell'esercito e combatté nelle maggiori battaglie del teatro di guerra dell'est, in Georgia e nelle Carolina del Nord e del Sud. La sua condotta, durante la battaglia di Gettysburg nel luglio del 1863, suscitò numerose polemiche, venendo accusato di indecisione e di aver impiegato troppo tempo per raggiungere il campo di battaglia ottenendo, così, il nickname di slow come.
Morì a Brooklyn, New York.
Da lui prese il nome il battello passeggeri a vapore General Slocum, tristemente celebre per essere andato distrutto in un incendio a New York durante il quale perirono 1.342 persone.